# Serbia e Montenegro
La Serbia e Montenegro (in serbo-croato Državna zajednica Srbija i Crna Gora, Unione statale di Serbia e Montenegro) fu uno Stato indipendente dell'Europa sudorientale; si trattava di una confederazione costituitasi nel 2003 comprendente i territori delle ex repubbliche jugoslave di Serbia e di Montenegro, in precedenza federate, fino al 2003, nella Repubblica Federale di Jugoslavia dopo lo scioglimento del Paese nel 1992.
Confinava a nord con l'Ungheria e a est con Romania e Bulgaria, a sud con Macedonia e Albania, a sud-ovest con il Mare Adriatico e a ovest con Croazia e Bosnia ed Erzegovina.
La sua capitale era Belgrado; il Paese ereditava il titolo internazionale dall'ex Jugoslavia e, dopo lo scioglimento della confederazione, la continuità territoriale passò alla sola Serbia.

## Storia
L'Unione di Serbia e Montenegro sostituì la Repubblica Federale di Jugoslavia costituitasi il 28 aprile 1992, sulle ceneri della dissolta Repubblica Socialista Federale di Jugoslavia e venne approvata dalle due camere del Parlamento jugoslavo il 4 febbraio 2003.
In seguito al referendum del 21 maggio 2006 la Repubblica del Montenegro è diventata nuovamente uno Stato indipendente, ponendo fine, di fatto, alla Serbia e Montenegro.
Pochi giorni dopo la confederazione fu disciolta ufficialmente e, come previsto dalla sua Costituzione, sua erede diretta nel consesso internazionale divenne la Serbia.
Il Montenegro, come nuovo Stato, ha dovuto invece ottenere il riconoscimento degli altri Stati e delle organizzazioni internazionali come l'ONU e il Consiglio d'Europa.

### Referendum
Al referendum per l'indipendenza del Montenegro, che si è svolto il 21 maggio 2006, ha partecipato l'86,5% del corpo elettorale, cioè 419.240 votanti, a seguito del quale il 55,5% degli stessi, pari a 230.661 voti, si è espresso a favore dell'indipendenza del paese: si tratta dunque di una percentuale superiore alla soglia del 55% concordata con l'Unione europea per ritenere valido il referendum; in valore assoluto, la soglia minima necessaria è stata superata di 2.300 voti.
Di conseguenza, il Parlamento del Montenegro ha intrapreso le procedure legali per dichiarare l'indipendenza. L'iter si è chiuso il 3 giugno 2006 con la dichiarazione d'indipendenza, seguita da quella della Serbia due giorni dopo.

## Ordinamento dello Stato
Secondo la Costituzione, a capo della Confederazione era posto il Presidente federale, eletto per 4 anni dal Parlamento federale. Quest'ultimo contava 126 membri di cui 91 serbi e 35 montenegrini distribuiti tra i partiti secondo la propria consistenza nei parlamenti delle due repubbliche; quindi, il rinnovamento del parlamento di una delle due repubbliche coincideva con il rinnovamento parziale del parlamento federale. Il Governo federale aveva solo 5 ministri, per la limitazione delle sue competenze a difesa e politica estera. Ciascuna delle due repubbliche, riconosciute come due stati sovrani, aveva una propria Costituzione, con un Parlamento e un Governo che avevano poteri esclusivi su tutte le materie non riservate alla Confederazione.

### Suddivisioni amministrative

#### Stati federati
- Serbia (Србија/Srbija);
- Montenegro (Црна Гора/Crna Gora).